# Marszałek nadworny litewski
Marszałek nadworny litewski (łac. mareschalus curiae) –  urząd centralny I Rzeczypospolitej.

## Historia urzędu
Powstał za panowania Władysława Jagiełły, gdy dotychczasowy marszałek nadworny wielkiego księcia litewskiego został marszałkiem wielkim litewskim. Wtedy to, gdy kompetencje marszałka wielkiego uległy poszerzeniu dano mu do pomocy marszałka nadwornego.

## Zakres kompetencji urzędu
Był zastępca marszałka wielkiego litewskiego i mógł działać samodzielnie tylko pod jego nieobecność. Do jego zwykłych kompetencji należał nadzór nad dworem wielkoksiążęcym. Jako jeden z 10 ministrów Rzeczypospolitej wchodził do Senatu.
Wchodził w skład generalnego sądu kapturowego.

### Lista  marszałków  nadwornych  litewskich
- Michał Gliński (1500–1506)
- Jerzy Iwanowicz Ilinicz (1519–1526)
- Jerzy Radziwiłł (1528–1541)
- Iwan Ostafiewicz Hornostaj (1541–1561)
- Ostafi Bohdanowicz Wołłowicz (1561–1569)
- Mikołaj Krzysztof Radziwiłł (1569–1579)
- Albrycht Radziwiłł (1579–1586)
- Mikołaj Stanisławowicz Talwosz (1586–1596)
- Krzysztof Mikołaj Dorohostajski1596–1597)
- Piotr Wiesiołowski (1597–1617)
- Jan Stanisław Sapieha (1617–1619)
- Krzysztof Wiesiołowski (1619–1635)
- Aleksander Ludwik Radziwiłł (1635–1637)
- Kazimierz Leon Sapieha (1637–1645)
- Antoni Jan Tyszkiewicz (1645–1649)
- Krzysztof Kieżgajło Zawisza (1649–1654)
- Teodor Aleksander Lacki (1654–1683)
- Józef Bogusław Słuszka (1683–1685)
- Jan Karol Dolski (1685–1691)
- Aleksander Paweł Sapieha (1692–1699)
- Janusz Antoni Wiśniowiecki (1699–1702)
- Kazimierz Antoni Sanguszko (1702–1706)
- Józef Wandalin Mniszech (1706–1713)
- Kazimierz Michał Pac (1713)
- Paweł Karol Sanguszko (1713–1734)
- Michał Kazimierz Radziwiłł (1734–1736)
- Ignacy Aniceta Zawisza (1736–1738)
- Ferdynand Fabian Plater (1738–1739)
- Józef Scipio del Campo (1739–1743)
- Ignacy Ogiński (1744–1750)
- Janusz Aleksander Sanguszko (1750–1760)
- Józef Paulin Sanguszko (1760–1768)
- Władysław Roch Gurowski (1768–1781)
- Michał Jerzy Wandalin Mniszech (1781–1783)
- Ignacy Potocki (1783–1791)
- Stanisław Sołtan (1791–1793)
- Michał Giełgud (1793–1795)